# Русский Кандыз
Русский Кандыз — село в Северном районе Оренбургской области. Название «Русский Кандыз» возникло от реки «Кандыз», что означает «бобровая» от башкирского слова «кандыз» — бобр.

## География
Село находится в наиболее приподнятой части Бугульминско-Белебеевской возвышенности. Расстояние по автодорогам до Оренбурга — 350 км. Ближайшая железнодорожная станция — Бугуруслан.

### Часовой пояс
Русский Кандыз живёт +2 часа к московскому времени, то есть смещение относительно GMT составляет +5:00 (MSK, зимнее время) или +6:00 (MSK, летнее время).

### Климат
Климат резко континентальный. Лето тёплое: пять месяцев в году средняя дневная температура превышает 20 °С; зима умеренно холодная, максимальный снежный покров наблюдается в феврале.

### Природа
В селе протекает река Кандызка (бассейн Ика). Ещё в селе много родников: Каменный ключ, Холодный родник, Часовня, Донской, Жиров. Есть в Кандызе памятные леса и поляны — это Башкирская поляна, Киргизская, Калмыцкая, Жандармов овраг, Поклонная гора, Крестовая, Стрелка.

## История
Заселение села началось примерно 400 лет назад. Заселяли местность беглые крестьяне, отставные солдаты, которым разрешалось заселять свободные земли от границы Башкирии и Татарии, а также ссылались сюда из-под Москвы и Новгорода бунтари на вечное поселение. Первые поселенцы поставили свои хижины, землянки на горе, с левой стороны речки, против большого родника. Первые поселенцы были русские — село назвали Русско-Кандызская слобода. В 1774 году войско Пугачева двигалось из города Бугульмы прямо на село, и жители села встретили его на горе с хлебом и солью, с колокольным звоном, с низким поклоном. Войско не ожидало такого гостеприимства и было удивлено. Они не стали грабить село и направились в город Бугуруслан. Гора, на которой встретили войско Пугачева, впоследствии была названа Поклонной. Дорогу, по которой шли повстанцы, назвали Яицкой или Воровской. Она везде идет сыртами мимо населенных пунктов. Село относилось к Самарской губернии и к Бугурусланскому уезду.
- Украшением Русского Кандыза была церковь, построенная в 1756 году. Церковь назвали в честь Дмитрия Солунского. Убранство церкви отличалось нарядностью, красочностью и живописными иконами. На многоярусном иконостасе были симметрично расположены большие иконы, а между ярусами — малые. Чередование икон больших и малых размеров в прямоугольных, круглых, овальных и квадратных рамах создавало особый декоративный эффект. Как вспоминают очевидцы, звук самого большого колокола был слышен даже в находившейся за 20 километров Русской Бокле. В церкви имелась большая библиотека, состоящая как их церковной, так и художественной литературы. Советская политика предписывала отречение от религии, поэтому многие церкви в те времена закрывались. Не обошла эта участь и Русскокандызскую церковь. Сначала была вывезена библиотека. Пять груженных подвод с книгами отправлены были в Русскую Боклу. Впоследствии эту библиотеку ждала печальная участь: все книги сгорели при пожаре.

## Население
| 2010 |
| ---- |
| 633  |

В конце XIX века в селе проживало около 5 тысяч человек. В 1979 году — 997 человек.

## Интернет и телекоммуникации
Телефонная связь
- «ВолгаТелеком»

Интернет
- «ВолгаТелеком»

Операторы сотовой связи
- Мегафон
- Билайн

## Архитектура и достопримечательности
- Памятник участникам ВОВ. Построен на школьном дворе.
- Парк в центре села созданный благодаря Русскокандызской СОШ, кадетами.

## Образование и наука
В Русском Кандызе существует 1 общеобразовательная школа. Работает 1 детский сад.

## Культура и развлечения
Есть маленький сельский дом культуры.

## Здравоохранение
В селе также есть 2х этажнаябольница. 2022 г. в селе нет больницы, есть 2х этажный магазин.